# Tolna sypnoides
Tolna sypnoides là một loài bướm đêm trong họ Erebidae.

## Hình ảnh

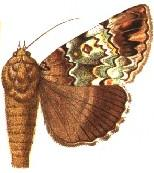
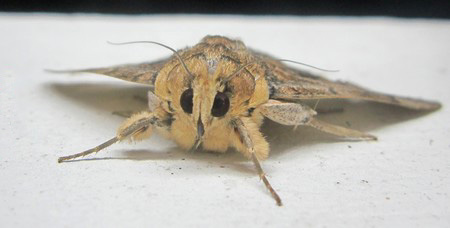
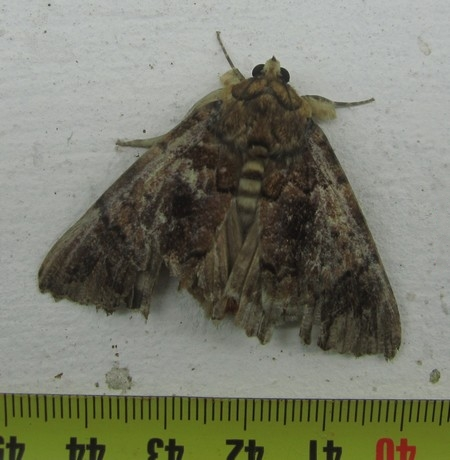
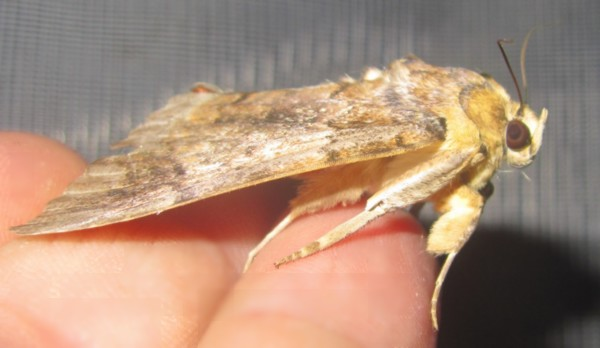